# Malgache
Le malgache (autonyme : malagasy) est la langue nationale et l'une des langues officielles de Madagascar parlée par les Malgaches. C'est une langue normalisée, principalement dérivée du dialecte parlé sur les hautes terres centrales.
Elle est la plus occidentale des langues malayo-polynésiennes et plus largement des langues austronésiennes. Plus précisément, elle appartient au rameau dit « Grand Barito », dont les autres langues sont parlées à Kalimantan, la partie indonésienne de l'île de Bornéo, dans l'actuelle région de Banjarmasin.
Sous ses formes dialectales, le malgache est parlé dans tout Madagascar où il est la seule langue autochtone. Il est également parlé à Mayotte sous le nom de shibushi dans une vingtaine de villages.

## Introduction

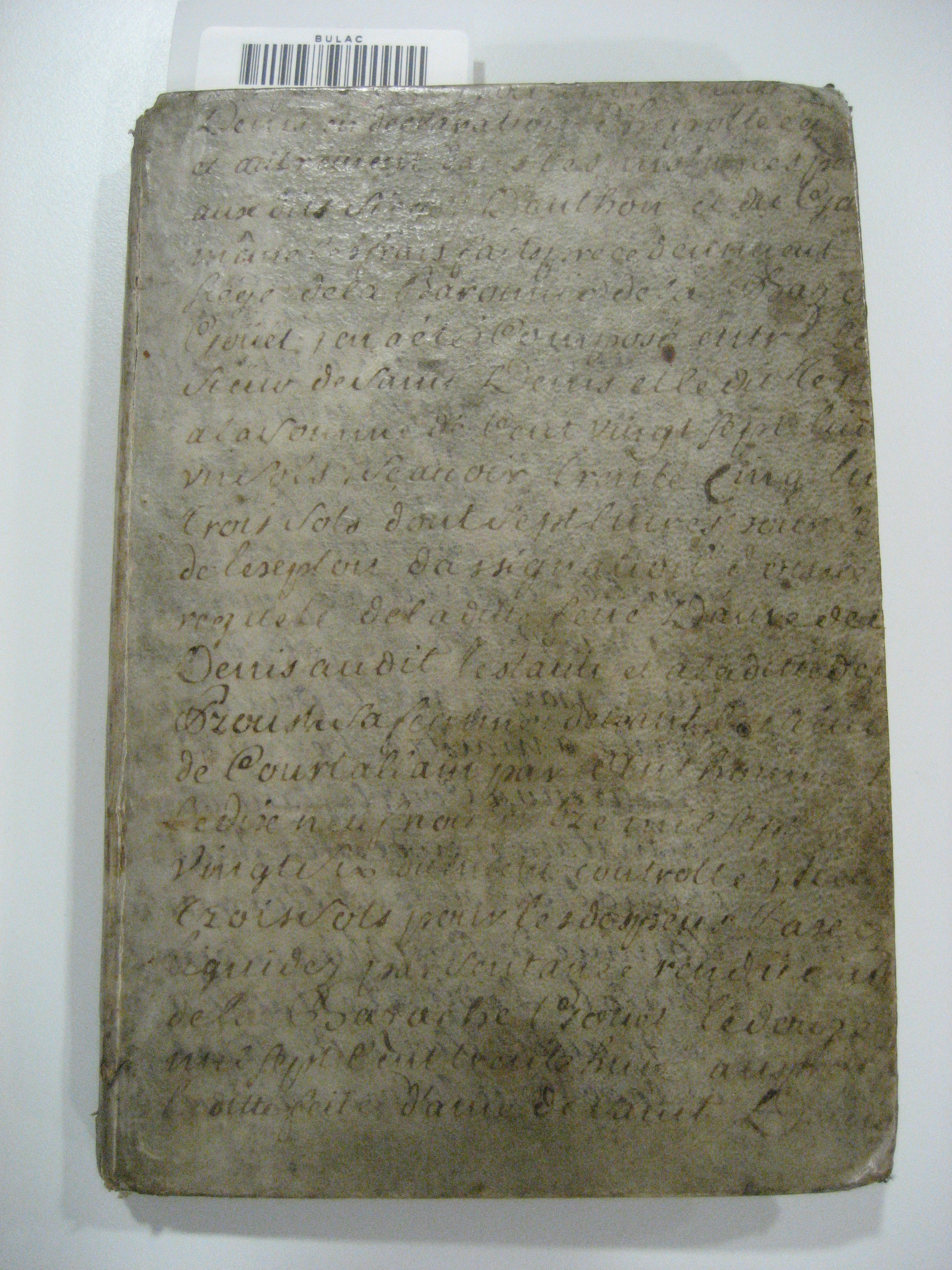
Vocabulaire malgache (1773) (Collection BULAC).

Le malgache fait partie d'un ensemble linguistique comprenant plus d'une vingtaine de « variantes » locales, qualifiées habituellement de «dialectes».
Sur le plan lexical, plus de 90% du vocabulaire traditionnel de la langue malgache dont on peut identifier la filiation sont d'origine austronésienne. Le reste est d'origine bantou, arabo-swahili ou sanskrite. Et encore, ces derniers mots, totalisant pour chaque groupe quelques dizaines d'éléments à peine, sont en général cantonnés à des domaines d'activités particuliers. Ainsi les mots d'origine bantou se retrouvent surtout dans le domaine de l'élevage (tels que omby, ondry, akoho) et ceux swahilis celui de certains objets commerciaux, du calendrier et de la divination (alahady, adaoro,  sikidy, etc.). Les plus anciens emprunts semblent ceux d'origine sanskrite à travers le malais (tsara, soa, sahaza, sandry, sisa, hetsy), remontant vraisemblablement au voisinage avec les navigateurs malais au cours du premier millénaire. Ce sont en effet les peuples malayophones qui, en Asie du Sud-Est ont été les premiers à subir l'influence des cultures indiennes.
L'écriture moderne de la langue malgache en alphabet latin fut fixée par décret le 26 mars 1823, à la suite d'une concertation entre le roi Radama Ier et les missionnaires britanniques qui venaient d'introduire l'imprimerie dans le royaume. Le principe retenu fut alors que les consonnes devaient s'écrire comme en anglais et les voyelles comme en italien. Auparavant, quelques lettrés du royaume utilisaient déjà l'alphabet arabe (sora-be ou « Noble écriture ») développé dans le sud-est de l'île.
Le fait que la langue malgache soit originaire d'Indonésie ne doit néanmoins pas faire hâtivement conclure que son ancêtre était ou s'écrivait comme le vieux-malais avec un alphabet de type indien.
La langue malgache possède un vocabulaire très riche (certains dictionnaires malgaches possèdent en effet plus de soixante mille mots). La richesse du vocabulaire la rend propre à exprimer avec précision les choses abstraites, la poésie et l'image. Le problème majeur de la langue malgache est qu'elle a un vocabulaire très restreint en ce qui concerne la science et les techniques.
Depuis le XIXe siècle, la langue malgache a emprunté un nombre considérable de mots aux langues européennes, en particulier le français et l'anglais, comme latabatra (table), seza (chaise), birao (bureau), tarigetra (de l'anglais target), sekoly (de l'anglais school).
Dans l'aspect actuel de l'orthographe, qui comporte 21 lettres (à savoir les 26 lettres standards de l’alphabet latin moins le c, le q, le w, le u et le x), le o se prononce comme le « ou » français (encore que dans certaines régions, notamment dans les régions côtières — nord, nord-ouest, ouest... et pas que dans les campagnes —, il puisse aussi se prononcer comme en français). En revanche, la diphtongue ao tend à se prononcer comme un simple o. Le i se trouvant à la fin de chaque mot s’écrit toujours y lequel est quasiment muet. Le e est prononcé comme un é français. Pour les consonnes, le tr et le dr représentent des alvéolaires affriquées, proches du « tram » et du « dream » de l'anglais, avec davantage d'insistance sur le r qui est toujours roulé, comme en italien. Le g est dur, comme dans « gare ». Le s, est toujours sourd (comme le ss en français), et légèrement chuinté. Le ts se prononce comme dans « tsigane ».
L'accent tonique tombe en général sur l'avant-dernière syllabe du mot, à moins que celui-ci ne se termine en -ka, -tra, ou -na, auquel cas l'accent tombe sur l'antépénultième. Les voyelles inaccentuées se trouvant à la fin de chaque mot sont à peine prononcées.

## Dialectes du Malgache
Les dialectes malgaches peuvent être divisés en 3 sous-groupes de dialectes selon sa répartition géographique et les similitudes grammaticales ainsi qu'en vocabulaire :
- Malgache du Nord
- Malgache du Centre-Est
- Malgache du Sud

La différence entre le Malgache du  Nord et du Sud a été déjà observée par Flacourt au 17 ème siècle.
Les dialectes du nord (le Kibushi, le Sakalava du Nord, l’Antakarana, le Tsimihety, le Betsimisaraka du Nord) sont fortement influencés par le Swahili et la langue française. Les locuteurs du nord utilisent le o comme dans le mot "offrande", ce qui est peu courant dans les dialectes des groupes Centre-Est et du Sud, qui utilisent le o comme avec le ou en Français. Les dialectes du sud, en particulier le Tandroy-Mahafaly, sont les plus archaïques de tous les dialectes malgaches. Le Tandroy-Mahafaly peut être confondu phonétiquement avec des langues polynésiennes. Le sous-groupe Centre-Est, qui comprend les dialectes Antesaka, Sahafatra, Betsimisaraka du Sud et le Malgache du Plateaux (dont fait partie le malgache officiel), se place entre les deux autres sous-groupes. 

### Tableau comparatif des dialectes malgaches
| Français        | Nord          | Centre-Est     | Sud    |
| --------------- | ------------- | -------------- | ------ |
| Vous            | Anô           | Anao           | Iha    |
| Aussi/Seulement | Fô            | Ihany/Avao     | Avao   |
| Fille           | Manangy/Viavy | Vehivavy/Viavy | Ampela |
| Feux            | Môtro         | Afo            | Afo    |
| Peu/Petit       | Hely          | Kely           | Kely   |
| Blanc           | Malandy       | Fotsy          | Foty   |
| Noir            | Jôby          | Mainty         | Mainty |
| Bien/Bon        | Tsara         | Tsara/Soa      | Soa    |
| Poisson         | Lôko          | Trondro        | Fia    |
| Visage          | Sôra          | Tarehy         | Tarehy |

Selon Glottolog, le «malgache» désigne un groupe de 11 dialectes ( le Merina, Bara, Betsimisaraka atsimo, Betsimisaraka avaratra, Masikoro, Sakalava, Tandroy –Mahafaly, Tanosy, Antakarana, Tsimihety et Bosy. Ces dialectes sont repartis entre les 18 tribus et sur l’île de Mayotte. Le «malgache du plateau» est le malgache officiel, il est compris par la plupart de la population même si l'usage des dialectes reste courant.

Carte des dialectes du malgache.

Il y a cinq sous-groupes (similarité lexicale avec le malgache du plateau): 
- 1er sous-groupe 
  - Le malgache du plateau (mérinas dans la capitale), puis dans la région de la Haute Matsiatra (betsileo) et des dialectes du Sud Est sauf dialectes Antanosy et Antesaka.
  - Le malgache betsimisaraka du Sud, côtière (ana, ano)
  - Le malgache betsimisaraka du Nord côtière,
  - Le malgache tanosy (antanosy).
- 2e sous-groupe
  - Le malgache sakalave,
  - Le malgache bara (69 %),
  - Le malgache masikoro (72 %),
  - Le malgache tandroy-mahafaly (antandroy) (62 %).
- 3e sous-groupe
  - Le malgache antankarana (antakarana) (71 %).
- 4e sous-groupe
  - Le malgache tsimihety (tsimihety) (68%).
- 5e sous-groupe
  - Le kibouchi de Mayotte.

À Madagascar, l'unité administrative a instauré le «malgache officiel».
Le groupe fait lui-même partie d'un sous-ensemble dit «oriental» dans le rameau barito de la branche malayo-polynésienne des langues austronésiennes. Les autres langues de ce rameau sont parlées dans les provinces indonésiennes de Kalimantan du Sud et Kalimantan oriental. Le malgache est donc d'origine indonésienne.
Les locuteurs eux-mêmes ont cependant des origines diverses et, comme la formation de chaque groupe ethno-linguistique peut remonter à plusieurs siècles (et même sans doute, plus d'un millénaire pour certains!), avec ensuite un isolement relatif dans un vaste espace, il est parfaitement normal que bien des différences soient apparues.
Dans d'autres parties du monde, des populations de même origine, habitant dans un espace restreint, pratiquant des langues héritant de vieilles traditions écrites mais séparées par des limites d'ordre administratif n'arrivent plus à communiquer avec aisance au bout de quelques siècles.
De manière très schématique, il semblerait ainsi que l'on pourrait répartir les manifestations linguistiques de Madagascar en deux grands ensembles, en partant des différences phonétiques. Le premier regroupe les « langues » ou « dialectes » du littoral occidental et méridional, et le second ceux du centre et de la bande orientale. Entre les deux cependant, bien des signes indiquent des interpénétrations, révélant des contacts ou des déplacements ultérieurs de populations, ce que confirment parfois les traditions historiques.

## Exemples de comparaisons phylogénétiques
Une comparaison du vocabulaire de base à partir d'une adaptation de la liste Swadesh permet d'obtenir le tableau suivant :
(Adapté de : Pierre Vérin, Conrad P. Kottak et Peter Porlin (1969). « The Glottochronology of Malagasy Speech Communities.» Oceanic Linguistics 8:1.58)
(Voir dans langues malayo-polynésiennes un tableau comparatif présentant les étroites ressemblances entre la langue merina et d'autres langues de la même famille, à savoir le ma'anyan d'Indonésie, le malais-indonésien, le vieux javanais, le cebuano des Philippines, le futuna de la Polynésie occidentale et le proto-austronésien).
| Français | Malgache                      | Malais-indonésien   | Tahitien                               |
| -------- | ----------------------------- | ------------------- | -------------------------------------- |
| terre    | tany                          | tanah               | fenua (indonésien benua = "continent") |
| ciel     | lanitra                       | langit              | ra'i (rangi en paumotu)                |
| eau      | rano                          | air (danau = "lac") | vai                                    |
| feu      | afo                           | api                 | āuahi (afi, tongan)                    |
| homme    | lehilahy, lahy                | laki-laki           | tane                                   |
| femme    | vehivavy, vaviny              | wanita, perempuan   | vahine                                 |
| manger   | mihinana, homana              | makan               | 'amu (kainga en maori)                 |
| boire    | misotro (anciennement minomo) | minum               | inu                                    |
| grand    | lehibe, ngeza, "be", maventy  | besar               | rahi                                   |
| petit    | kely, tity                    | kecil               | iti                                    |
| nuit     | alina, Maizina                | malam               | po                                     |
| jour     | andro, matsana                | hari                | mahana                                 |
| dormir   | matory                        |                     |                                        |
| marcher  | mandeha                       |                     |                                        |
| étudier  | mianatra                      |                     |                                        |
| jouer    | milalao                       |                     |                                        |

| Nombres décimaux         | 1           | 2      | 3      | 4      | 5      | 6     | 7      | 8      | 9        | 10                         |
| ------------------------ | ----------- | ------ | ------ | ------ | ------ | ----- | ------ | ------ | -------- | -------------------------- |
| PAN, circa 4000 av.J.-C. | *isa        | *DuSa  | *telu  | *Sepat | *lima  | *enem | *pitu  | *walu  | *Siwa    | *puluq                     |
| Tagalog                  | isá         | dalawá | tatló  | ápat   | limá   | ánim  | pitó   | waló   | siyám    | sampu                      |
| Ilocano                  | maysá       | dua    | talló  | uppát  | limá   | inném | pitó   | waló   | siam     | sangapúlo                  |
| Cebuano                  | usá         | duhá   | tuló   | upat   | limá   | unom  | pitó   | waló   | siyám    | napulu                     |
| Chamorro                 | maisa/håcha | hugua  | tulu   | fatfat | lima   | gunum | fiti   | guålu  | sigua    | månot/fulu                 |
| Malais                   | satu        | dua    | tiga   | empat  | lima   | enam  | tujuh  | lapan  | sembilan | sepuluh                    |
| Javanais                 | siji        | loro   | telu   | papat  | limo   | nem   | pitu   | wolu   | songo    | sepuluh                    |
| Fidjien                  | dua         | rua    | tolu   | vā     | lima   | ono   | vitu   | walu   | ciwa     | tini                       |
| Tonguien                 | taha        | ua     | tolu   | fā     | nima   | ono   | fitu   | valu   | hiva     | -fulu                      |
| Samoan                   | tasi        | lua    | tolu   | fā     | lima   | ono   | fitu   | valu   | iva      | sefulu                     |
| Maori                    | tahi        | rua    | toru   | whā    | rima   | ono   | whitu  | waru   | iwa      | tekau (archaïque: ngahuru) |
| Tahitien                 | hō'ē        | piti   | toru   | maha   | pae    | ono   | hitu   | va'u   | iva      | 'ahuru                     |
| Marquisien               | e tahi      | e 'ua  | e to'u | e fa   | e 'ima | e ono | e fitu | e va'u | e iva    | 'onohu'u                   |
| Hawaïen                  | kahi        | lua    | kolu   | hā     | lima   | ono   | hiku   | walu   | iwa      | -'umi                      |
| Gilbertin                | teuana      | uoua   | tenua  | aua    | nimaua | onoua | itua   | wanua  | ruaiwa   | tebwina                    |
| Malgache                 | iray/isa    | roa    | telo   | efatra | dimy   | enina | fito   | valo   | sivy     | folo                       |

## Apport venant des langues non austronésiennes
Outre son origine austronesien de son lexique, on observe également des apports venant des langues africaines (Swahili), arabes et européennes. Il y a de variétés régionales selon le contact avec ces langues. 
| Mot malgache | Dialecte              | Source étymologique | Langue d’origine | Sens          |
| ------------ | --------------------- | ------------------- | ---------------- | ------------- |
| Amesa        | Antefasy              | Mes                 | Néerlandais      | Couteau       |
| Meso         | Antakarana            | Mes                 | Néerlandais      | Couteau       |
| Kazaha       | Antefasy              | Cassava             | Anglais          | Manioc        |
| Kazaha       | Antemoro              | Cassava             | Anglais          | Manioc        |
| Kazaha       | Betsileo              | Cassava             | Anglais          | Manioc        |
| Sarisoky     | Antefasy              | Soursop             | Anglais          | Corossol      |
| Sarisoky     | Antemoro              | Soursop             | Anglais          | Corossol      |
| Kôpy         | Antefasy              | Cup                 | Anglais          | Tasse         |
| Jigny        | Antefasy              | Jinn (الجنّ)         | Arabe            | Djinn (Génie) |
| Jigny        | Antemoro              | Jinn (الجنّ)         | Arabe            | Djinn (Génie) |
| Jigny        | Antanosy              | Jinn (الجنّ)         | Arabe            | Djinn (Génie) |
| Jigny        | Antambahoaka          | Jinn (الجنّ)         | Arabe            | Djinn (Génie) |
| Jigny        | Tanala                | Jinn (الجنّ)         | Arabe            | Djinn (Génie) |
| Tamatesy     | Vezo                  | Tomatoes            | Anglais          | Tomates       |
| Tamatesy     | Antefasy              | Tomatoes            | Anglais          | Tomates       |
| Zarikô       | Betsimisaraka du Nord | Haricot             | Français         | Haricot       |
| Zarikô       | Antakarana            | Haricot             | Français         | Haricot       |
| Lekôly       | Antakarana            | École               | Français         | École         |
| Lekôly       | Betsimisaraka du Nord | École               | Français         | École         |
| Lekôly       | Sakalava du Nord      | École               | Français         | École         |
| Lekôly       | Tsimihety             | École               | Français         | École         |
| Lakilasy     | Antemoro              | La classe           | Français         | École         |
| Lakilasy     | Antefasy              | La classe           | Français         | École         |
| Lakilasy     | Antesaka              | La classe           | Français         | École         |
| Sekoly       | Betsileo              | School              | Anglais          | École         |
| Sekoly       | Merina                | School              | Anglais          | École         |
| Sekoly       | Vakinankaratra        | School              | Anglais          | École         |
| Kibory       | Antesaka              | Kabouri             | Swahili          | Tombe         |
| Kibory       | Antefasy              | Kabouri             | Swahili          | Tombe         |
| Kibory       | Antemoro              | Kabouri             | Swahili          | Tombe         |
| Kibory       | Antambahoaka          | Kabouri             | Swahili          | Tombe         |

## Emprunts au malais et au javanais
Le malgache comprend de nombreux mots qui n'appartiennent pas aux autres langues barito, et sont des emprunts au malais, parfois au (vieux) javanais :

### Mer et navigation
| Malgache             | Français                                                             | Malais                                   |
| -------------------- | -------------------------------------------------------------------- | ---------------------------------------- |
| trozona              | baleine                                                              | duyung = dugong                          |
| horita               | pieuvre                                                              | gurita                                   |
| fano                 | tortue                                                               | penyu                                    |
| hara                 | nacre                                                                | karah = « moiré »                        |
| fanohara             | tortue imbriquée (Chelonia imbricata)                                | penyu karah                              |
| vontana              | espèce de poisson de type Ostraciidae, Tetraodontidae ou Diodontidae | ikan buntal                              |
| tona                 | grosse anguille                                                      | tuna                                     |
| lamboara             | dugong                                                               | lembuara                                 |
| vily                 | anchois bombra (Stolephorus)                                         | bilis                                    |
| hoala                | baie, crique                                                         | kuala = estuaire                         |
| rivotra              | vent, tempête                                                        | (angin) ribut = tempête                  |
| tanjona              | cap, promontoire                                                     | tanjung                                  |
| andrefana            | ouest                                                                | depan = devant                           |
| atsinanana (avalaha) | est                                                                  | belakang = derrière                      |
| avaratra             | nord                                                                 | barat = ouest                            |
| sagary               | vent du nord-est                                                     | segara = mer (emprunté au sanskrit)      |
| varatraza            | vent du sud                                                          | barat daya = sud-ouest                   |
| tsimilotro           | vent du nord                                                         | timur laut = nord-est                    |
| harana               | corail                                                               | karang                                   |
| sambo                | bateau, vaisseau                                                     | sāmvaw (vieux malais, emprunté au khmer) |
| nosy                 | île                                                                  | nusa (javanais)                          |

### Métallurgie
| Malgache   | Français     | Malais         |
| ---------- | ------------ | -------------- |
| harafesina | rouille      | karat besi     |
| firaka     | étain, plomb | perak = argent |
| landaizana | enclume      | landasan       |

### Nombres et calendrier
| Malgache             | Français          | Malais         | Javanais                  | Sanskrit                   |
| -------------------- | ----------------- | -------------- | ------------------------- | -------------------------- |
| sisa                 | reste             | sisa           | sisa                      | çeṣa                       |
| asotry               | hiver             |                | asuji = septembre-octobre | açvayuja                   |
| tantara              | histoire, légende | tantra         | tantra                    | tantra = doctrine, théorie |
| hetsy                | 100 000           | keti           | keti                      | koṭi = dix millions        |
| iray                 | un                | satu           | siji                      |                            |
| roa                  | deux              | dua            | loro                      |                            |
| telo                 | trois             | tiga           | telu                      |                            |
| efatra               | quatre            | empat          | papat                     |                            |
| dimy                 | cinq              | lima           | lima                      |                            |
| enina                | six               | enam           | anem                      |                            |
| fito                 | sept              | tujuh          | pitu                      |                            |
| valo                 | huit              | delapan        | wolu                      |                            |
| sivy                 | neuf              | sembilan       | sanga                     |                            |
| folo                 | dix               | sepuluh        |                           |                            |
| iraika ambin'ny folo | onze              | sebelas        | solas                     |                            |
| roa ambin'ny folo    | douze             | dua belas      |                           |                            |
| telo ambin'ny folo   | treize            | tiga belas     |                           |                            |
| efatra ambin'ny folo | quatorze          | empat belas    |                           |                            |
| dimy ambin'ny folo   | quinze            | lima belas     |                           |                            |
| enina ambin'ny folo  | seize             | enam belas     |                           |                            |
| fito ambin'ny folo   | dix-sept          | tujuh belas    |                           |                            |
| valo ambin'ny folo   | dix-huit          | delapan belas  |                           |                            |
| sivy ambin'ny folo   | dix-neuf          | sembilan belas |                           |                            |
| roapolo              | vingt             | dua puluh      | rong puluh                |                            |
| telopolo             | trente            | tiga puluh     |                           |                            |
| efapolo              | quarante          | empat puluh    |                           |                            |
| dimampolo            | cinquante         | lima puluh     |                           |                            |
| enimpolo             | soixante          | enam puluh     |                           |                            |
| fitopolo             | soixante-dix      | tujuh puluh    |                           |                            |
| valopolo             | quatre-vingts     | delapan puluh  |                           |                            |
| sivifolo             | quatre-vingt-dix  | sembilan puluh |                           |                            |
| zato                 | cent              | (se)ratus      | satus                     |                            |
| roanjato             | deux cents        | dua ratus      | rong atus                 |                            |
| telonjato            | trois cents       | tiga ratus     | telung atus               |                            |
| efajato              | quatre cents      | empat ratus    | patang atus               |                            |
| dimanjato            | cinq cents        | lima ratus     |                           |                            |
| eninjato             | six cents         | enam ratus     |                           |                            |
| fitonjato            | sept cents        | tujuh ratus    |                           |                            |
| valonjato            | huit cents        | delapan ratus  |                           |                            |
| sivinjato            | neuf cents        | sembilan ratus |                           |                            |
| arivo                | mille             | seribu         | sewu                      |                            |
| alina                | dix mille         |                |                           |                            |
| hetsy                | cent mille        |                |                           |                            |
| tapitrisa            | un million        |                |                           |                            |

| Malgache    | Arabe                   | Français |
| ----------- | ----------------------- | -------- |
| alatsinainy | الاثنين (Al-Iathnayn)   | lundi    |
| talata      | الثلاثاء (Al-Thoulatha) | mardi    |
| alarobia    | الأربعاء (Al-Arbai'a)   | mercredi |
| alakamisy   | الخميس (Al-Khamis)      | jeudi    |
| zoma        | الجمعة (Al-Joma'a)      | vendredi |
| sabotsy     | السبت (Al-Sabt)         | samedi   |
| alahady     | الأحد (Al-Ahad)         | dimanche |

| Malgache  | Arabe                | Français   |
| --------- | -------------------- | ---------- |
| Alahamady | الحمل (Al-Haml)      | Bélier     |
| Adaoro    | الثور (Al-Ththur)    | Taureau    |
| Adizaoza  | الجوزاء (Al-Juza')   | Gémeau     |
| Asorotany | الخميس (Al-Ssaratan) | Cancer     |
| Alahasaty | الأسد (Al-Asad)      | Lion       |
| Asombola  | العذراء (Al-Eadhra') | Vierge     |
| Adimizana | الميزان (Al-Mizan)   | Balance    |
| Alakarabo | العقرب (Al-Eaqarab)  | Scorpion   |
| Alakaosy  | القوس (Al-Qaws)      | Sagittaire |
| Adijady   | الجدي (Al-Jiddi)     | Capricorne |
| Adalo     | الدلو (Al-Ddalu)     | Verseau    |
| Alohotsy  | الحوت (Al-Hut)       | Poisson    |

### Parties du corps
| Malgache          | Français        | Malais                                                                                                |
| ----------------- | --------------- | --- |
| nify              | gencive, dent   | gigi = dent                                                                                           |
| bibity, voto      | pénis           | butuh                                                                                                 |
| takolaka, fify    | joue            | pipi                                                                                                  |
| molotra,sogny     | lèvre           | mulut = bouche                                                                                        |
| voavitsy          | mollet          | buah betis                                                                                            |
| sofina            | oreille         | cuping = lobe                                                                                         |
| tratra            | poitrine        | dada                                                                                                  |
| karana, haranka   | squelette       | kerangka = squelette                                                                                  |
| valahana          | reins           | belakang = derrière                                                                                   |
| lamosina, lambosy | dos, (derrière) | lamungsir (vieux javanais) = (morceau de viande de) derrière, lambosie (minangkabau) = épaule du bœuf |

## Phonologie

### Voyelles
|         | Avant    | Milieu | Arrière |
| ------- | -------- | ------ | ------- |
| Haute   | i (i, y) |        | u (o)   |
| Moyenne | e (e)    |        |         |
| Basse   |          | a (a)  |         |

### Consonnes
|                        |                  | Bilabiale | Labio-dentale | Dentale   | Alvéolaire  | Rétroflexe  | Vélaire   | Glottale |
| ---------------------- | ---------------- | --------- | ------------- | --------- | ----------- | ----------- | --------- | -------- |
| Occlusive ou affriquée | Sourde           | [p] (p)   |               | [t] (t)   | [t͡s] (ts)   | [ʈʂ] (tr)   | [k] (k)   |          |
| Occlusive ou affriquée | Voisée           | [b] (b)   |               | [d] (d)   | [d͡z] (j)    | [ɖʐ] (dr)   | [ɡ] (g)   |          |
| Occlusive ou affriquée | Sourde prénasale | [ᵐp] (mp) |               | [ⁿt] (nt) | [ⁿt͡s] (nts) | [ⁿʈʂ] (ntr) | [ᵑk] (nk) |          |
| Occlusive ou affriquée | Voisée prénasale | [ᵐb] (mb) |               | [ⁿd] (nd) | [ⁿd͡z] (nj)  | [ⁿɖʐ] (ndr) | [ᵑɡ] (ng) |          |
| Fricative              | Sourde           |           | [f] (f)       |           | [s] (s)     |             |           | [h] (h)  |
| Fricative              | Voisée           |           | [v] (v)       |           | [z] (z)     |             |           |          |
| Nasale                 | Nasale           | [m] (m)   |               |           | [n] (n)     |             |           |          |
| Latérale               | Latérale         |           |               |           | [l] (l)     |             |           |          |
| Roulée                 | Roulée           |           |               |           | [r] (r)     |             |           |          |

Les alvéolaires s, z et l sont légèrement palatalisées. Tandis que les vélaires k et g sont palatalisées après /i/ comme dans alika qui se prononce [a'likʲə̥] (chien) ; dans l'ancienne orthographe malgache datant du XIXe siècle, ces palatalisations étaient marquées par un i après le k, ce qui donnait alikia qui se prononce [a'likʲə̥].
L’accent tonique porte en général sur l’avant-dernière syllabe, sauf pour les mots se terminant par ka, tra ou na, auquel cas l’accent porte sur l’antépénultième syllabe. Cette règle s'applique sur les radicaux mais s'applique rarement aux substantifs formés à partir du verbe.
Les lettres o, y et a sont souvent amuïes lorsqu'elles sont après l'accent tonique. Respectivement, elles labialisent et palatalisent les consonnes  les précédant, quant au a, sa prononciation est très proche du [ə̥] (schwa).

## Écriture et prononciation
Des dialectes malgaches ont été écrits en caractères arabes avec leur arrivée sur l'île au Moyen Âge. Les prières en langue malgache (Tanosy) qui se trouvent dans le livre Histoire de l'isle de Madagascar, écrit par Flacourt au XVIIe siècle, sont les premières écrites en caractères latins. Le malgache officiel (Merina) s’écrit avec l’alphabet latin depuis 1823. L’alphabet malgache comporte 21 lettres :
a, b, d, e, f, g, h, i, j, k, l, m, n, o, p, r, s, t, v, y, z.
L’orthographe est à peu près phonétique :
- « i » et  « y » représentent le phonème /i/ (« y » est utilisé en position finale, « i » partout ailleurs). Suivant les différents accents régionaux, le y peut se prononcer /e/ comme le « é » en français;
- « o » se prononce /u/ comme le « ou » en français ;
- « tr » et « dr » représentent respectivement les phonèmes affriqués /ʈr/ et /ɖr/ ;
- « ts » et « j » représentent respectivement les phonèmes /t͡ʂ/ et /d͡ʐ/ ;
- Le « h » est généralement muet.

Les voyelles, quelles qu'elles soient, sont généralement muettes en fin de mot. Exemples de prononciation : dites 'Mass' pour Maso et 'Lanitch' pour lanitra.
| A   | B    | D    | E   | F    | G    | H      | I   | J     | K    | L    | M    | N    | O   | Ô   | P    | R    | S    | T    | V    | Y   | Z        |
| a   | b    | d    | e   | f    | g    | h      | i   | j     | k    | l    | m    | n    | o   | ô   | p    | r    | s    | t    | v    | y   | z        |
| \ɑ\ | \bi\ | \di\ | \e\ | \ɛf\ | \ɡɛ\ | \ɛ̃tsu\ | \i\ | \dzɛ\ | \ke\ | \ɛl\ | \ɛm\ | \ɛn\ | \u\ | \o\ | \pi\ | \ɛʁ\ | \ɛs\ | \ti\ | \vi\ | \i\ | \ze.dʁa\ |

L’accent tonique est indiqué à l’aide de l’accent grave. Celui-ci est notamment indiqué lorsqu’il y a ambigüité et est placé sur la voyelle de la syllabe accentutée du mot irrégulier, par exemple :
- tanana « main » et tanàna « village »,
- lalana  « chemin » et lalàna « loi »,
- mazana « dur » et mazàna « souvent »,
- ety « étroit » et etỳ « ici, visible »[10].

L’accent circonflexe sert noter la lettre ô, utilisé dans certains mots d’emprunt ou dans certaines variétés du malgache, selon le décret no 17-603 AC du 10 novembre 1965.
Certaines variétés du malgache utilisent des lettres additionnelles, dont deux ont été introduites par le décret no 62-404 du 9 aout 1962 :
- le n̂ pour noter le n vélaire, devant un radical commençant par e ou i, par exemple : man̂embana (man+embana) « voler » et manembana (man+sembana) « déranger » ;
- le n̈ pour noter le n palatal, devant un radical commençant par a ou o, par exemple : man̈asa (man+asa) « aiguiser » et manasa (man+sasa) « laver »[12].

D’autres lettres sont aussi utilisées dans certains ouvrages, comme le ŝ pour noter une consonne fricative palato-alvéolaire sourde [ʃ].
Le n vélaire est souvent écrit avec ñ plutôt qu’avec n̂, et le y portant l’accent tonique parfois écrit avec ÿ plutôt que ỳ,.

### L’alphabetsorabe
Avant l'adoption de l'alphabet latin au début du XIXe siècle, les Malgaches utilisaient un alphabet d’origine arabe, l’écriture ʿajami ou sora-be, était utilisée pour les textes d’astrologie et de magie. Le mot sorabe vient de soratra, « écrire », et be, grand. Le mot soratra vient lui-même du malais et du javanais surat, « texte écrit », ce qui laisse supposer que la notion d’écriture a été introduite à Madagascar par des « Indonésiens », probablement des Javanais. On constate en effet par exemple que dans les sorabe, les lettres arabes « dāl » et « ta » sont respectivement réalisées par un point souscrit aux lettres « d » et « t », tout comme l’alphabet pegon, version javanaise de l’écriture arabe, respectivement les rétroflexes « ḍ » et « ṭ », distinctes du « d » et du « t » en javanais. Ce trait laisse supposer que les Malagasy ont appris l’écriture arabe des Javanais.
Si tel est le cas, ce processus a dû avoir lieu lors de contacts poursuivis après la période des migrations d’« Indonésiens » à Madagascar. Un trait du lexique malgache laisse penser que les contacts avec les Malais et les Javanais se sont poursuivis à l’époque où l’influence de l’islam a commencé à être sensible en Indonésie. Par exemple, le mot malagasy sombily, « égorger (un animal) », vient du malais sembelih, « égorger selon le rite musulman », qui est lui-même une corruption de l’expression arabe b’ismi’llahi [bεsmεlæh], « au nom de Dieu », prononcée au moment où l’on égorge l’animal. Le mot malgache ne vient pas de l’arabe, qui a un autre mot pour « égorger », mais d’Indonésie à une époque où l’islam imprégnait déjà la société.
| Isolée | Finale | Médiane | Initiale | Prononciation      | Lettre latine       |
| ------ | ------ | ------- | -------- | ------------------ | ------------------- |
| ا‎      | ـا‎     | ـا‎      | ا‎        | /ʔ/                | -                   |
| ب‎      | ـب‎     | ـبـ‎     | بـ‎       | /b, ᵐb/            | b / mb              |
| ت‎      | ـة‎     | ـتـ‎     | تـ‎       | /ts, ⁿts/          | ts / nts            |
| ج‎      | ـج‎     | ـجـ‎     | جـ‎       | /dz, ⁿdz/          | j / nj              |
| ر‎      | ـر‎     | ـر‎      | ر‎        | /r/                | r                   |
| رّ‎      | ـرّ‎     | ـرّ‎      | رّ‎        | /ɖʳ, ᶯɖʳ, ʈʳ, ᶯʈʳ/ | dr / ndr / tr / ntr |
| س‎      | ـس‎     | ـسـ‎     | سـ‎       | /s/                | s                   |
| ط‎      | ـط‎     | ـطـ‎     | طـ‎       | /t, ⁿt/            | t / nt              |
| ع‎      | ـع‎     | ـعـ‎     | عـ‎       | /ŋ/                | n̈                   |
| غ‎      | ـغ‎     | ـغـ‎     | غـ‎       | /g, ᵑɡ/            | g / ng              |
| ٯ‎      | ـٯ‎     | ـڧـ‎     | ڧـ‎       | /f/                | f                   |
| ٯّ‎      | ـٯّ‎     | ـڧّـ‎     | ڧّـ‎       | /p, ᵐp/            | p / mp              |
| ك‎      | ـك‎     | ـكـ‎     | كـ‎       | /k, ᵑk/            | k / nk              |
| ل‎      | ـل‎     | ـلـ‎     | لـ‎       | /l/                | l                   |
| م‎      | ـم‎     | ـمـ‎     | مـ‎       | /m/                | m                   |
| ن‎      | ـن‎     | ـنـ‎     | نـ‎       | /n/                | n                   |
| و‎      | ـو‎     | ـو‎      | و‎        | /v/                | v                   |
| ه‎      | ـه‎     | ـهـ‎     | هـ‎       | /h/                | h                   |
| ي‎      | ـي‎     | ـيـ‎     | يـ‎       | /z/                | z                   |

## Chiffres et nombres

### Chiffres
- Aotra (0)
- Iray (1)
- Roa (2)
- Telo (3)
- Efatra (4)
- Dimy (5)
- Enina (6)
- Fito (7)
- Valo (8)
- Sivy (9)

### Nombres
- Folo (10)
- Zato (100)
- Arivo (1 000)
- Iray Alina (10 000)
- Iray Hetsy (100 000)
- Iray Tapitrisa (1 000 000)
- Iray Safatsiroa (10 000 000)
- Iray Tsitamboisa (100 000 000)
- Iray Lavitrisa (1 000 000 000)
- Iray Alinkisa (10 000 000 000)
- Iray Tsipesimpesenina (100 000 000 000)
- Iray Tsitokotsiforohana (1 000 000 000 000)
- Iray Tsihitanoanoa (10 000 000 000 000)
- Iray Safatsiroafaharoa (100 000 000 000 000)
- Iray Tsitamboisafaharoa (1 000 000 000 000 000)
- Iray Safatsiroafahatelo (1 000 000 000 000 000 000)
- Iray Tsitamboisafahatelo (10 000 000 000 000 000 000)

## Mini-lexique du malgache
Attention ces mots comportent leurs subtilités selon le contexte : Tia = aimer = avoir envie de faire
| A - Afo (motro) = feu - Aiza = où - Akondro (fontsy, katakata, kida) = banane - Alika (Amboa) = chien - Aloha = devant - Amany = urine - Ambany = vers le bas - Ambony = vers le haut - Ankavanana = à droite - Ankavia = à gauche - Antsy = couteau - Aoriana (Afara) = derrière - Avaratra = nord - Atsimo = sud - Andrefana = ouest - Atsinanana = est - Avo = haut - Azafady = pardon, s'il vous plaît | B - Betsaka (maro) = beaucoup - Bitro = lapin | C | D - Dipoavatra = poivre - Dokotera = docteur - Dada = Papa - Dangy = mort |
| E - Eny, ie, eka, ia = oui | F - Fahasalamana = santé (salama = en bonne santé) - Faly (ravo) = heureux - Fanafody = médicament - Fiara = véhicule - Firy ? = combien - Fohy = bas, court | G - Goaika = corbeau | H - Hady = fossé - Hena = viande - Hery = force |
| - Inona = quoi, qu'est-ce - Iza = qui est-ce - indro = voici - izy = lui, elle | J - Jamba = aveugle (jambena = aveuglé) - Jiro = lumière - Jôro (vavaka, dialectal) = prière | K - Kely (hely) = petit, peu (# Maventy, maro) | L - Lahy = mâle, masculin - Lakana = navire, pirogue - Lanitra = ciel - Lava = long - Lehibe = grand - Lehilahy = homme/garçon - Loha = tête - Loza = danger |
| M - Madio = propre - Mahay = qui sait, savoir - Maivana = léger - Maloto, makota = sale - Mamy = sucré, doux - Manana = avoir - Manahoana (manaôna) = m'bola tsara (encore bien) = manakory = comment ça va, bonjour, salut - Manavy = avoir de la fièvre - Manify = mince - Maraina = marandraigny = matin - Marary, manavy, maôly = malade - Masina = saint, salé; Rano+masina = La mer (eau salée) - Masiso, Mavitro = odeur avariée (prononciation massissou, mavitrou) - Maso = œil(ou yeux) - Masoandro(mot à mot : « Œil[du]Jour ») = Soleil - Matevina = épais - Maty = mort - Mavesatra = lourd - Mianatra = étudier - Miantso = appeler - Miarahaba = saluer - Miasa = travailler - Mihinana, Misakafo, = manger - Misaotra = merci (+ indrindra = merci beaucoup) - Misotro, Migaka = boire - Misy = il y a - Miteny = parler - Mitomany = pleurer - Mofo = pain (mofomamy = gâteau, pâtisserie) - Mosary = famine (avoir faim, dans le langage du Nord) | N - Noana = avoir faim - Nisotro = avoir bu - Nosotroina = qu'on a bu - Neny : maman | O - Orana = pluie, écrevisse - Oroka, Bâ kely = bisou - Ohatrinona = combien ça coûte - Otra = massage                                                                    | P - Paiso = pêche - Peta-drindrina = affiche - Peratra = bague - Poritra = pressé, comprimé, envie pressante (de faire ses besoins) |
| Q | R - Rano = eau - Ranomasina = mer - Rahampitso (amaray) = demain - Rivotra = air, vent - reny = mère - ray = père | S - Saka = chat - Sakafo = le repas - Sakay = piment - Sakamalaho, sakay tany = gingembre - Sambo = bateau - Sira = sel; Sira+mamy = sucre - Sifotra = escargot - Sy = et | T - Tay = fèces - Tany = terre - Tia = aime - Toetr'andro = climat, météo - Tompoko → forme de politesse pouvant se traduire par monsieur/madame, exemple : veloma tompoko (se prononce : vélouma toumpouk) = au revoir madame/monsieur [Tompo = maître, seigneur ; -ko = mon] - Trano = maison - Tsara fa misaotra = bien merci (en réponse à manahoana = comment çà va) - Tsia = non - Trondro (laoko) = poisson - tahotra = peur - tezitra = en colère |
| U | V - Vary = riz - Vato = pierre (vatokely = caillou) - Vavy = femelle - Vehivavy = Viavy = vaiavy = femme/fille - Veloma = au revoir - Velona = vivant, en vie - vilany = marmite - Vintsy = sorte de martin-pêcheur - Vizaka, vizana, reraka, kajo = fatigué - Vitsy = peu - Voasary = orange - Voasary makirana(tsao matsioko) = citron - Voatabia = tomate - Vola = argent, monnaie - Vonjeo = au secours | | |
| - Zafikely = petit-enfant - Zanahary = Dieu - Zanaka = enfant - Zavatra = chose - Zovy = qui est-ce - zatra = avoir l'habitude | | | |